# Explosion de la poudrière de Delft

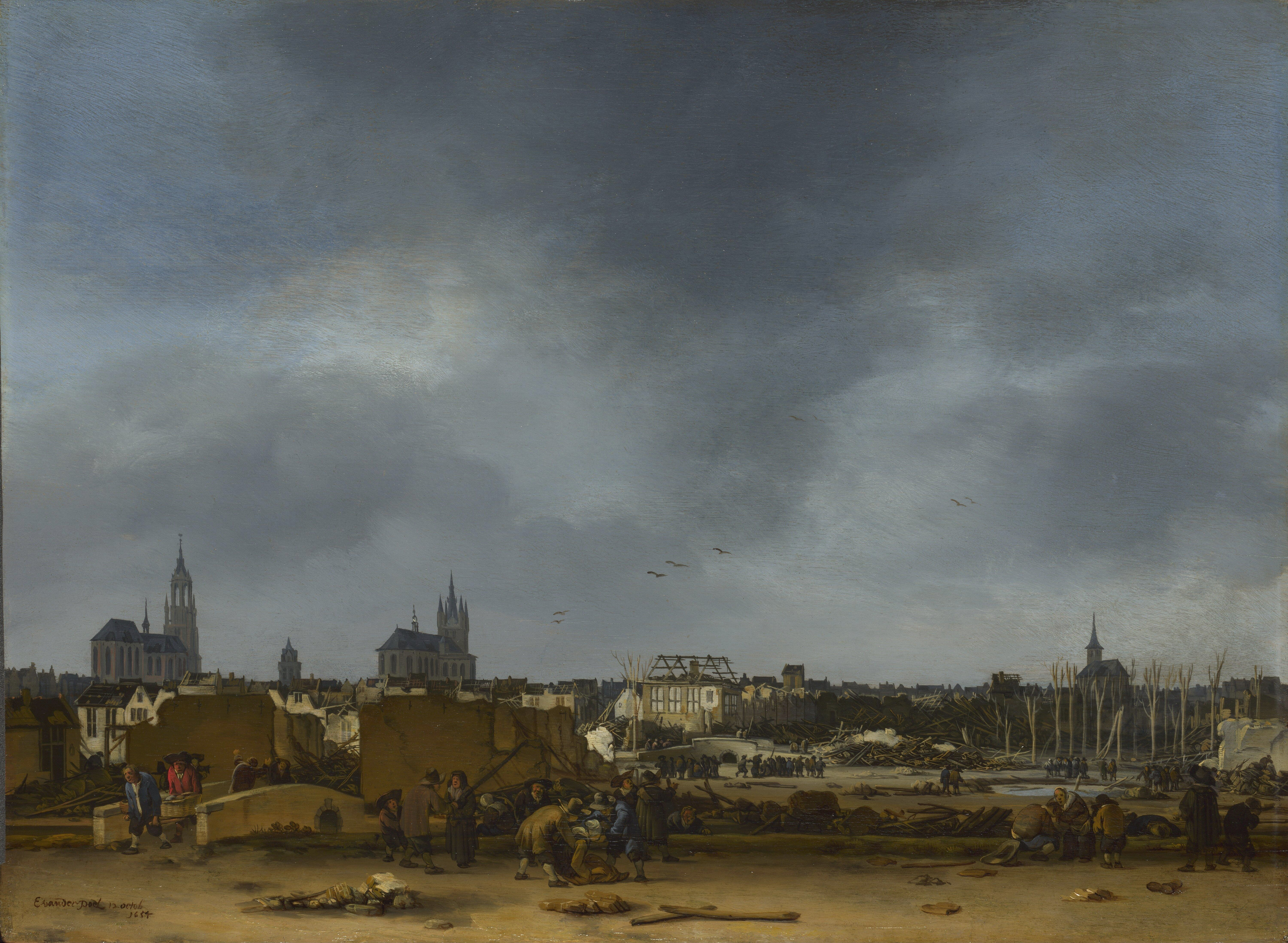
L'Explosion de la poudrière de Delft, par Egbert van der Poel (1621-1664), v. 1654.

L’Explosion de la poudrière de Delft, appelée en néerlandais le  Delftse donderslag  (le « Coup de tonnerre de Delft »), est une catastrophe qui se produisit le 12 octobre 1654. À 10 heures 15 du matin, ce jour-là, un entrepôt renfermant 90 000 livres de poudre à base de nitre (nitrates), situé au nord-est du centre de Delft, explosa. Le nombre précis de victimes n’a jamais été établi, mais les historiens estiment que la catastrophe aurait causé au moins une centaine de morts, et un nombre de « plusieurs centaines » n’est pas à exclure. Quasiment tous les bâtiments du centre de la ville furent endommagés, et la région située à l’est de la Verwersdijk fut rasée complètement.

## Lieu
La poudrière à l’origine de la catastrophe était installée depuis 1637 sur le terrain de l’ancien couvent des clarisses au bout du Geerweg. Parmi les quelques personnes qui avaient connaissance de l'existence de l’entrepôt, en grande partie souterrain, celui-ci était connu comme le « Secret de la Hollande » (Secreet van Holland ou Geheim van Holland). Dans les années qui suivirent l’établissement de ce « Secret », l’industrie drapière avait fait place à des habitations, construites pour la plupart autour de la Doelenstraat, une rue qui avait été prolongée. C’est parmi les habitants de cette rue que le nombre de morts fut le plus élevé, parmi lesquels le peintre Carel Fabritius, qui y avait son atelier — on suppose qu'un grand nombre de tableaux de ce peintre disparurent avec lui.

## Cause
Au sujet de la cause de la catastrophe, un seul élément est connu officiellement : Cornelis Soetens, le gérant de la poudrière, est entré dans le lieu d’entreposage pour y chercher un échantillon de l’explosif ; quelques étincelles projetées de sa lanterne auraient alors atteint la poudre. Un peu plus tard, une série de lourdes explosions se produisit, dont le bruit, à ce que l’on raconte, put être entendu jusqu’au Texel (soit à une distance de 122 km plus au nord).

## Dégâts
Lors de l’explosion de la poudrière de Delft, au moins cinq cents maisons furent complètement ravagées. Le jardin des archers, jouxtant le terrain de l’ancien couvent, et qui servait de lieu d’exercice aux membres de la Schutterij, fut également réduit à néant. Des constructions situées un peu plus loin subirent également des dommages sévères ; notamment tous les vitraux des deux églises, aussi bien ceux de la vieille église que ceux de la nouvelle église, qui, épargnés par l’iconoclasme, furent cette fois-ci perdus.

## Art
Au fil des siècles, l’explosion de la poudrière a inspiré bon nombre d’artistes. Beaucoup de peintres l’ont choisie comme sujet – Egbert van der Poel et Daniel Vosmaer représentèrent les ruines laissées après la catastrophe –, et le poète Vondel consacra à l’événement une complainte : Op het Onweder van 's Lants Bussekruit te Delft.

## Reconstruction
Grâce à la collecte organisée dans les villes de Hollande au profit de la population de Delft touchée par la catastrophe, on put rapidement procéder à la reconstruction, qui prit quelques années. Sur la plus grande partie de l’emplacement, on éleva des habitations. L’endroit où se trouvait le jardin des archers fut laissé nu ; il est désigné jusqu’à nos jours sous le nom de Paardenmarkt (« Marché aux Chevaux »). Le nouveau jardin des archers fut établi au lieu où se trouve à présent la Doelenplein et, à la place du couvent, un magasin d’artillerie fut bâti.
La nouvelle poudrière de Delft fut installée loin à l’extérieur de l’enceinte de la ville.

## Commémoration
Le 12 septembre 2004, on célébra le 350e anniversaire de l’explosion de la poudrière de Delft avec un concert de percussions donné dans la cour intérieure de l’ancien magasin d’artillerie du Paardenmarkt. Le groupe Slagerij van Kampen constituait le clou du spectacle. Ensuite, la société musicale d’étudiants Krashna Musika et le groupe de percussions senior et junior du Chr. Showorkesten Excelsior Delft exécutèrent une composition d’Arend Niks : Delfts Kruit. (Le choix de cette date était en rapport avec les « Journées du Patrimoine » néerlandaises, et non avec la date réelle à laquelle la catastrophe eut lieu.)

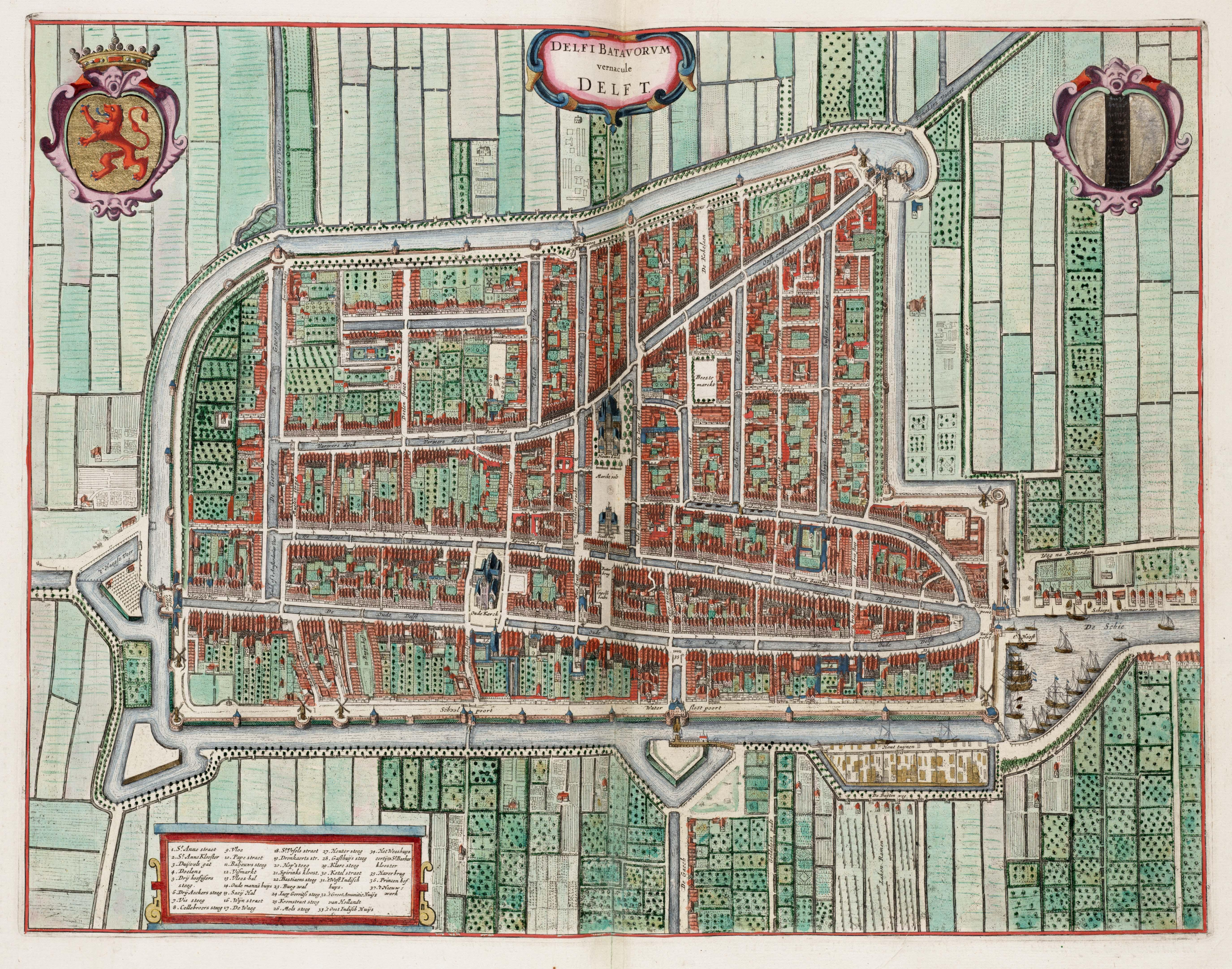
La ville et ses remparts sur une carte de Delft vers 1649 tirée de l'Atlas van Loon.
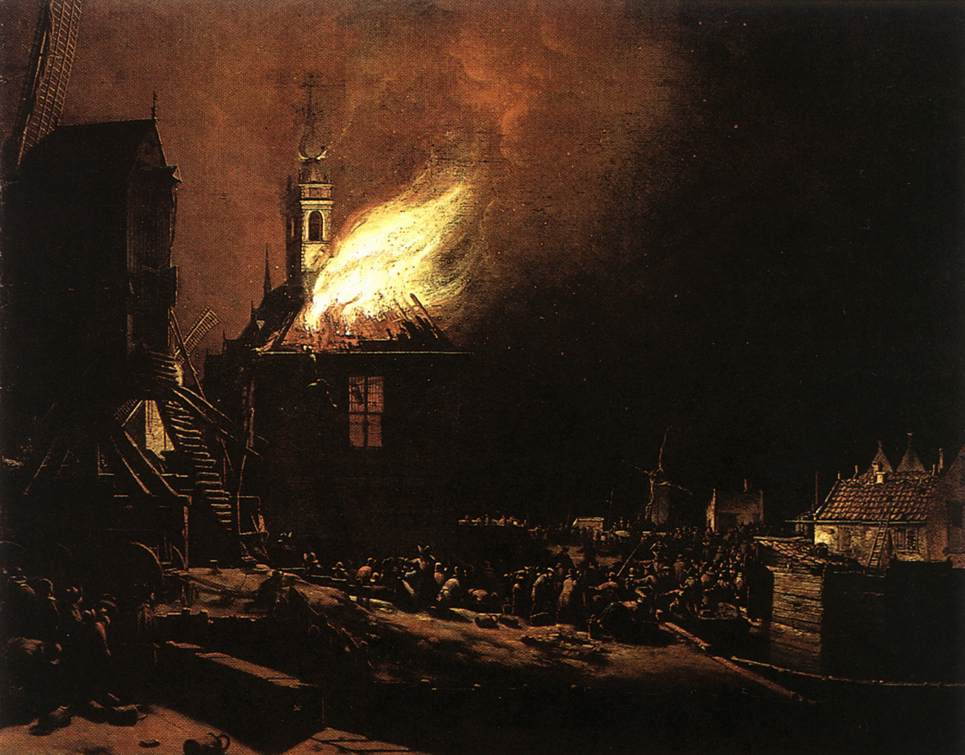
L'explosion de la poudrière de Delft par Egbert van der Poel.
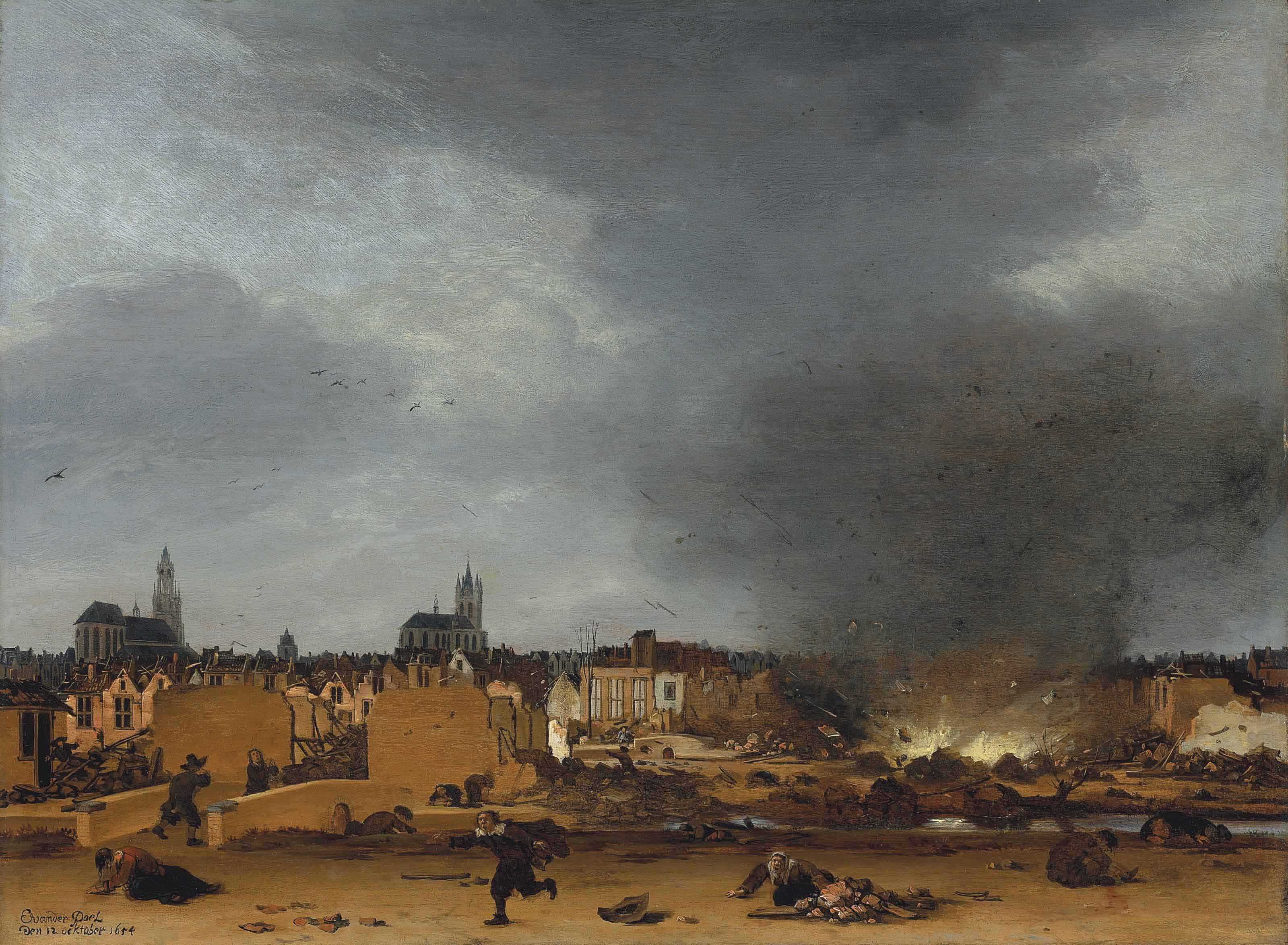
Vue de Delft lors de l'explosion de 1654 par Egbert van der Poel.
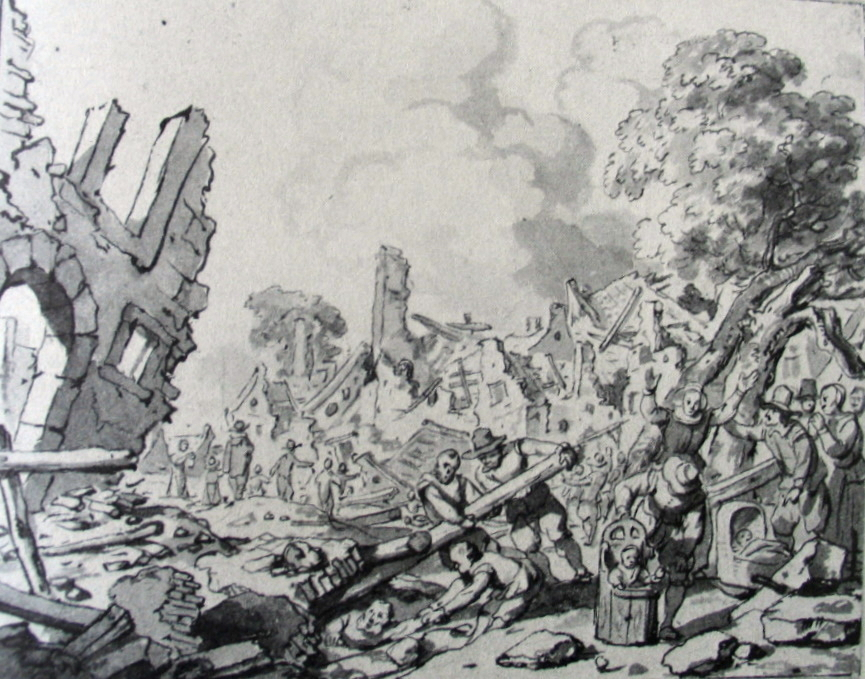
Après l'explosion de la poudrière de Delft, dessin de Gerbrand van den Eeckhout.
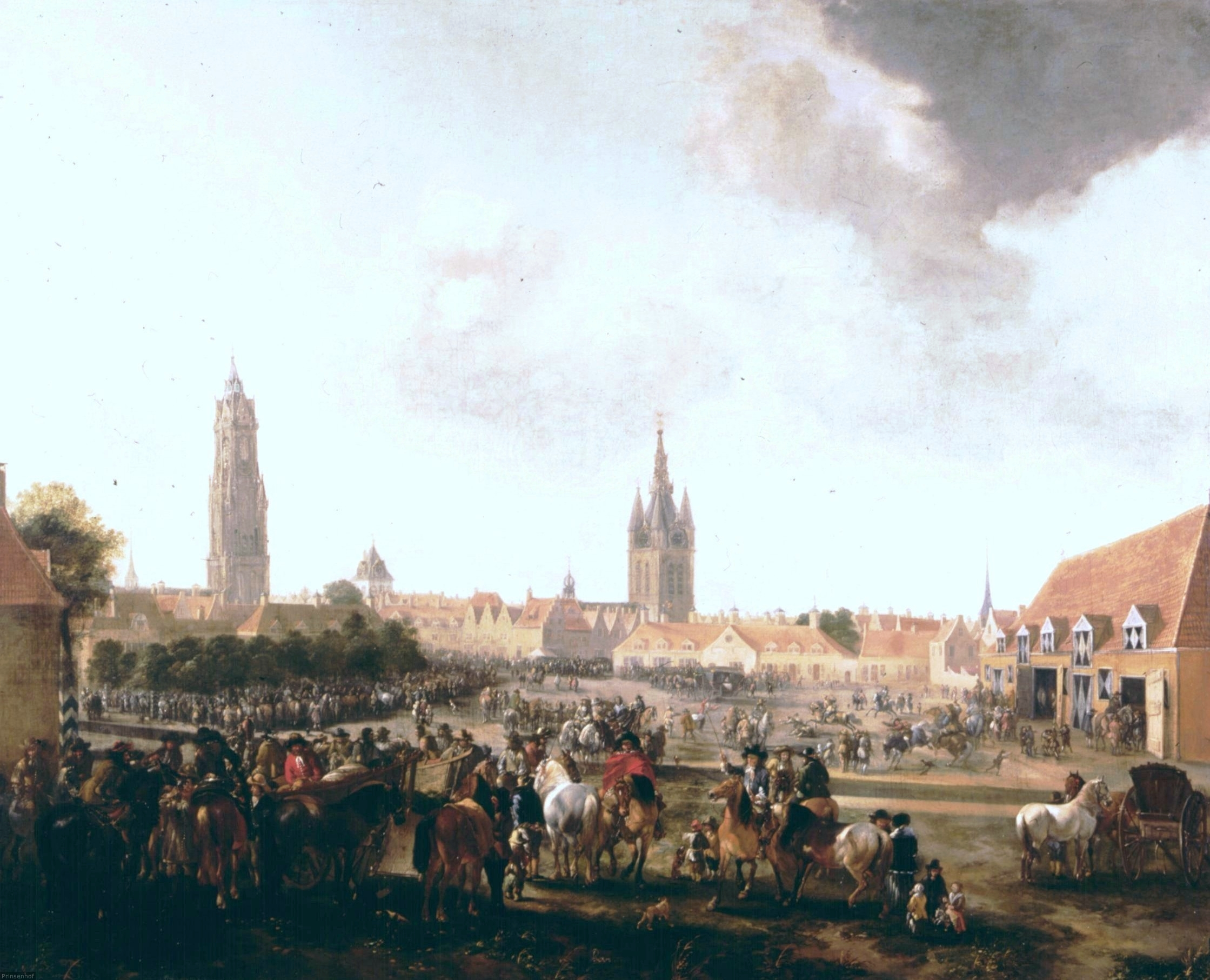
Vue du Paardenmarkt à Delft, par Pieter Wouwerman, 1665.

## Source
- (nl) Cet article est partiellement ou en totalité issu de l’article de Wikipédia en néerlandais intitulé « Delftse donderslag » (voir la liste des auteurs).